# Durban Challenger 1987
Il Durban Challenger 1987 è stato un torneo di tennis facente parte della categoria ATP Challenger Series nell'ambito dell'ATP Challenger Series 1987. Il torneo si è giocato a Durban in Sudafrica dal 30 novembre al 6 dicembre 1987 su campi in cemento.

## Vincitori

### Singolare
Philip Johnson ha battuto in finale  Tomer Zimmerman che si è ritirato sul punteggio di 6–2, 2-0

### Doppio
Marius Barnard /  Piet Norval hanno battuto in finale  Pieter Aldrich /  Warren Green con il punteggio di 6–3, 6–4